# IOS
 Тази статия е за операционната система на Apple.  За операционната система на Cisco вижте Cisco IOS.  
iOS е мобилна операционна система на компанията Apple Inc. Разработена първоначално за iPhone, тя се използва и в мобилните устройства iPod Touch, iPad и Apple TV на Apple inc. Към 2017 г. в онлайн магазина App Store на Apple има повече от 2 200 000 приложения за iOS. Apple не позволява работа на iOS с хардуер на трети страни. Това е възможно само с т.нар. „jailbreaking“. iOS е първата по популярност мобилна операционна система в света.
Потребителският интерфейс на iOS е базиран на концепцията за директна манипулация, използваща мулти-тъч движения. Контролните елементи на интерфейса се състоят от плъзгачи, ключове и бутони. Предоставен е „течен“ интерфейс (fluid interface), който реагира веднага на действията (input-a) на потребителя. Взаимодействието с операционната система включва движения на пръстите като плъзгане, потупване, натискане и др. Вградени акселерометри се използват от някои приложения, за да реагират при поклащане на устройството (един от честите резултати при такова действие е отмяна на зададената команда) или завъртането му в три измерения (един от често срещаните резултати е превключването от портретен към пейзажен режим на екрана).
Всяка година се пуска по една основна версия. Текущата версия на операционата система е iOS 11.3.1 пусната на 24 април 2018 г. В iOS има четири слоя: Core OS layer, the Core Services layer, the Media layer и the Cocoa Touch layer. Текущата версия на операционата система iOS 11.3.1 заема около 1.5 GB от паметта на устройството. Използва се на IPhone 5S и по-нови, iPad Air и по-нови, на второ поколение iPad Mini и по-нови и на 6-о поколение iPod Touch.
iOS е разработена на основата на macOS и затова прилича на Unix по същество.
App Store – Първоначално създаден през 2007 г. за iPhone, след това подобрен за другите устройства като iPod Touch (септември 2007 г.), iPad (януари 2010 г.), iPad Mini (ноември 2012 г.) и второ поколение Apple TV (септември 2010 г.). Към януари 2017 г. Apple store съдържа повече от 2.2 милиона iOS приложения.

## История
2007: iPhone OS 1
През януари 2007 г. на пазара, заедно с оригиналния iPhone, се появява и първата операционна система за смартфони от Apple, макар и да остава без име чак до март месец същата година. Първият iPhone не поддържа 3G, copy and paste функции, прикачване на файлове към имейли или MMS услуги, нито може да поддържа 3-rd party приложения.
По-късните версии представят iTunes Music Store, който позволява за пръв път на потребителите да купуват музика директно от телефоните си през Wi-Fi връзка, и възможността да създават собствени рингтонове.
2008: iPhone OS 2
Заедно с пускането на iPhone 3G, вторият голям ъпдейт на операцонната система, излиза и App Store, което въвежда използването на 3-rd party приложения и игри.
Google Street View се предоставя заедно с версия 2.2, предоставящ опции за пешеходни маршрути, автомобилни маршрути и маршрути с обществен транспорт.
2009: iPhone OS 3
При третата поява на iPhone OS се въвеждат функции като copy and paste (копиране и поставяне), push notifications за 3-rd party приложения и други. Записване на видео, MMS и гласови команди също биват добавени, а в iTunes потребителите вече могат да купуват филми и аудио книги.
Търсачката Spotlight позволява по-задълбочено търсене в имейли, контакти, календар, бележки и музика. Вече потребителите могат да записват и аудио бележки. В платените приложения вече могат да се извършват и плащания.
Версия 3.2 представя множество нови функции, направени да работят с новодошлия iPad.
2010: iOS 4
Появява се през 2010 г. и е първата версия, която носи името iOS. Multitasking е вече факт и позволява на приложения да работят едновременно, като например да пишеш имейл, докато слушаш Spotify, а навигацията следи твоето местоположение.
iBooks, софтуер за четене на електронни книги на Apple, съпровожда новата версия, а подобрената 5-мегапикселова камера вече притежава функцията за фокусиране чрез допир и 5x дигитално приближение. Видео разговорите също вече са възможни с предната камера на устройството и „Face Time“.
2011: iOS 5
2011 г. предлага iPhone 4S, а с него и iOS 5. Главното нововъведение е Siri, виртуален асистент, активиран чрез гласови команди. Дотогава софтуерът е 3-rd party приложение от App Store. С новата версия той вече е интегриран в операционната система и може да взаимодейства с имейли, обаждания и други.
iOS 5 представя на потребителите над 200 нововъведения, между които задължително трябва да се спомеат iMessage, Twitter и iCloud.
2012: iOS 6
Тим Кук (Timothy Donald Cook) шокира всички на международната конференция на разработчиците през 2012 г. (Apple's 2012 Worldwide Developer's Conference), като съобщава, че Google Maps няма да присъства в новата версия на iOS и ще бъде заместена от собствено
навигационно приложение на компанията.
Siri също придобива ред нови функции и вече може да препоръчва ресторанти, да диктува съобщения от Twitter или Facebook.
2013: iOS 7
iOS 7 може да се похвали с чисто нов дизайн от сър Johnatan Ive (Джони Айв).
Single-swipe контролът позволява на потребителите бърз достъп до настройки като Wi-Fi, самолетен режим, Bluetooth и други. Siri вече разполага с различни гласове и разбира френски и немски език.
Камерата също идва с нов интерфейс.
2014: iOS 8
iOS 8 има възможността да следи информация за здравето и да контролира различни видове техника у дома.
Други нововъведения са QuickType и подобреният iCloud Drive.
2015: iOS 9
В iOS 9 е добавена нова функция, наречена Night Shift, която променя цветовете на екрана към по-топла гама цветове, същевременно намалява напрежението в очите по време на употреба нощно време и допринася за по-малкото нарушаване на съня.
2016: iOS 10
Подобрен дизайн и функционалност на контролния център (Control Center). Нов начин на отключване на устройствата, чрез натискане на бутона „Начало“, а не чрез плъзгане на еркана. Оптимизация на 3D Touch функцията. Добавени функции като Memories в приложението Photos, подобрения и добавяне на достъп на трети страни до SiriSDK в Siri, промени в приложенията: Messages, News, Photos, Maps, Mail, Phone, Clock, Safari, Calendar, TV, Camera, App Store, Contacts, Notes, Home и Music.
2017: iOS 11
Изцяло нов дизайн на контролния център (Control Center), с добавена функция за персонализиране от потребителя. Нов изглед на известията, подобрения в гласа на Siri, добавяне на нов ARKit за поддръжка на аргументативна реалност в приложения от трети страни, нов Core ML за поддръжка на Machine Learning от трети страни. Изцяло нова файлова система APFS. Промени в приложенията: Camera, Mail, Maps, App Store, Photos, Podcasts, Safari“ и Notes. Добавяне на ново приложение „Files“, обединяващо всички файлове на потребителя от неговото устройство и от облачни услуги като: iCloud, Google Drive, DropBox и OneDrive. Изцяло нов дизайн на магазина „App Store“. Чрез софтуерния ъпдейт до версия 11.2.2, Apple частично решава проблема с новооткритите хардуерни недостатъци на много Intel и ARM микропроцесори, по-известни като Meltdown и Spectre.
2018: iOS 12
iOS 12 представя нови функции като Групови известия, които позволяват сгъстяване на известията от една и съща апликация. Въвежда се Screen Time, позволяващ контрол върху времето, което потребителите прекарват пред своите устройства. Siri също получава актуализации с по-добро предсказване на действията и настъпване на събития. Тази версия подобрява стабилността и скоростта на устройствата, дори и на по-стари модели като iPhone 5s и iPad Air.
2019: iOS 13
iOS 13 представя Тъмно режим за цялата операционна система, като улеснява нощното използване на устройството и намалява напрежението в очите. Осигурява се актуализация на картите с Apple Maps, включвайки подобрения във функционалността и изгледа. Появява се функцията "Вход с Apple", предоставяща по-лесен и по-сигурен начин за достъп до различни приложения и уебсайтове.
2020: iOS 14
iOS 14 внедрява виджети за началния екран, позволявайки на потребителите да персонализират по-добре своите устройства. Тази версия предоставя и функцията "App Library", която автоматично сортира приложенията по категории, улеснявайки тяхното намиране. Добавя се поддръжка за видеоконференции с "Picture-in-Picture" за FaceTime и други приложения. Включва и функцията "Скрити съобщения" в приложението Messages.
2021: iOS 15
iOS 15 разширява функциите за концентрация, позволявайки на потребителите да фокусират вниманието си върху определени задачи, блокирайки нежелани известия. Добавя се SharePlay, позволяващ на потребителите да гледат видео или слушат музика с приятели през FaceTime. Въвежда се Live Text, който разпознава текст в снимки и позволява копирането му или използването на него в приложения.
2022: iOS 16
iOS 16 представя нови функции,  като позволяващи персонализация на вашия iPhone с иновативни методи за промяна на екрана за заключване. Потребителите могат да променят шрифтовете и да добавят виджети за бърз достъп до информация. Допълнително се въвежда възможността за редактиране или изтриване на изпратени съобщения, позволявайки редакция дори след тяхното изпращане. Лесно можете да изолирате обекта от изображение или да го отделяте, като премахнете фона. Възможно в Photos, Screenshot, Quick Look, Safari и други.
2023: iOS 17
iOS 17 представя настолен режим, където когато завъртете iPhone на страна, когато се зарежда, за бърз достъп до важна информация от разстояние. Използвайте го като будилник, преглеждайте снимки, управлявайте музика и още. Създаване на уникален екран за телефонни обаждания, който другите да виждат, когато им звъните. Вашият Постер на контакт се появява на екрана на този, когото обаждате.

## Екран
Началният екран (известен още като „трамплин“) показва икони на приложения и док в долната част на екрана, където потребителите могат да закачат най-често използваните приложения от тях. Екранът се появява когато потребителят отключи устройството или натисне бутонът за начало (физически бутон на устройството), докато е в друго приложение. Преди iOS 4 на iPhone 3(GS) или по-нова версия, фона на екрана може да бъде персонализиран с други позволени персонализации със съвети и трикове, но сега може да се промени и out-of-the-box(извън кутията). Екранът е с лентата на състоянието в горната част, за да се покаже на данни, като например време, нивото на батерията, и силата на сигнала. Останалата част на екрана е посветена на текущото приложение. Когато парола е зададена и потребителя си включи устройството, паролата трябва да бъде вписана в екрана за заключване, преди да се предостави достъп до началния екран.
В iPhone OS 3.0, е въведена функцията Spotlight. Тя позволява на потребителите да търсят медии, приложения, имейли, контакти, съобщения, напомняния, събития в календара и друго подобно съдържание. В iOS 7 и по-новите версии, Spotlight е достъпна чрез издърпване надолу навсякъде в началния екран (с изключение на горните и долните ръбове, които отварят Уведомителния център и Центъра за управление). В iOS 9 има два начина за достъп до Spotlight. Както с IOS 7 и 8, събаряне на всеки начален екран ще покаже Spotlight. Въпреки това, той също може да бъде достъпен, така като в iOS 3 – 6. Това дава Spotlight да работи със Siri предложения, които включват предложения за приложения, контактни предложения и новини. Понеже в iOS 3.2, потребителите имат възможност да задават фоново изображение за началния екран. Тази функция е достъпна само за устройства от трето поколение или по-новите – iPhone 3(GS) или още по-нова, iPod Touch 3-то поколение или по-нова (iOS 4.0 или по-късно), и всички модели iPad (iOS 3.2 или по-нова).

### Системен шрифт
iOS първоначално използва Helvetica като системен шрифт. След излизането на iPhone 4 и iOS 4, операционната система използва Helvetica Neue за системен шрифт на устройства с технология Retina Displays, но запазва шрифта Helvetica за по-старите устройства. iOS 7 осигурява възможност за оразмеряване на текста в приложенията или използване на Helvetica Neue Bold като системен шрифт по-подразбиране. iOS 9 променя системния шрифт на San Francisco, шрифт, който е създаден от Apple за максимална четимост на компютърни дисплеи и дисплеи на мобилни телефони и първоначално е използван като системен шрифт в Apple Watch.

### Папки
С iOS 4 се въвежда опростена организация в папки. Когато иконите на приложенията са в „клатушкащ“ се режим, всеки две от тях могат да бъдат поставени една върху друга, за да създадат папка, в която други икони могат да бъдат добавяни по същата процедура. Папките могат да съдържат до 12 на iPhone 4S и по-рано и iPod Touch, 16 за iPhone 5 и 20 на iPad. Името на папката се избира автоматично от категорията на приложенията вътре, но може да бъде променяно от потребителя.

### Уведомителен център
Преди iOS 5, уведомления са били предоставяни в модален диалогов прозорец и не са могли да се преглеждат, след като са били отхвърлени. В iOS 5, Apple въвежда център за известия, който позволява на потребителите да виждат историята на известията. Потребителят може да избере уведомление, за да отвори съответното му приложение, или да го изчисти. Известия сега се доставят в банери, които се появяват за кратко в горната част на екрана. Ако даден потребител натисне върху получено уведомление, приложението което изпраща уведомлението ще се отвори. Потребителите могат да избират да видят уведомленията в windows модули, чрез променяне на настройките за известяване на приложението. Когато дадено приложение изпраща уведомление, докато е затворено, червена значка се появява на неговата икона. Тази значка показва на потребителя с един поглед, колко уведомления има. При отваряне на приложението значката се изчиства.

### Достъпност
Намира се в Settings > General > Accessibility. Това позволява на потребителя да персонализира различни аспекти на iOS да помагат на потребителя, ако е необходима помощ в областта на зрението или слуха, системата позволява добавянето на преки пътища за достъпност.

## Многозадачност (Multitasking)
Преди iOS 4, многозадачността е ограничена до няколко основни приложения, които вървят с телефона. Apple се опасява, че работата на много външни приложения в многозадачен режим ще изтощи батерията твърде бързо. С появата на iOS 4 и 3-то поколение устройства, приложно-програмния интерфейс поддържа седем основни задачи във фонов режим. Много задачието за първи път се поява през 2010 г. Заедно с версия iOS 4.0. Само някои устройства като iPhone 4, iPhone 3G, и iPod 3-то поколение могат да поддържат multitasking. iPad не поддържа multitasking преди версия iOS 4.2.1 от ноември 2010 г. Multitasking се поддържа от iPhone 3G, iPod 3-то поколение, както и от по-новите модели. Имплементацията на multitasking за iOS е критикувана за нейния подход, който ограничава работата на приложенията на фонов режим само до определен набор от функции и изисква разработчика на приложения да се съобразява с тях.
Преди iOS 4.0 multitasking се ограничава само до набор от приложения включени в устройството. Потребителите могат да използват „jailbreak“, за да могат неофициално да използват multitasking. Като се започне от iOS 4.0 и по-новите операционни системи multitasking се поддържа от седем основни API's:
1. Фоново аудио – приложенията продължават да работят на заден план, ако възпроизвеждат аудио или видео съдържание.
2. Интернет телефония (VoIP) – приложенията могат да приемат обаждания и да поддържат разговори, докато работят други приложения.
3. Фоново местоположение – приложенията се уведомяват при промяна на местоположението.
4. Push notifications – това е услага разработена от Apple, която предоставя на терети лица функцията за изпращане на известия от приложения инсталирани на Apple устройстовото.
5. Локални уведомления – приложенията могат да изпращат уведомления в предопределено време.
6. Приключване на задача – приложенията получават право на допълнително време за приключване на започната задача.
7. Бързо превключване на приложения – приложенията спират изпълнението на кода си, но остават налични в паметта.

В iOS 5, има три нови multitasking API's в които са включени:
- Павилион (Newsstand) – приложението може да сваля съдържание на заден план, за да бъде готово за потребителя.
- Външно устройство – приложението комуникира с външен аксесоар и споделя информация на равни интервали от време
- Bluetooth аксесоари – приложението комуникира с Bluetooth устройства, и споделя данни през равни интервали от време.

## Siri
Siri е личен асистент и навигатор, който работи с приложения и допълнителни устройства. Услугата, управлявана от изговорените команди на потребителя, може да направи най-различни задачи, като например повикване или да изпрати съобщение на някого, отвори приложение, търсене в интернет, справка за спортна информация, да намери посоки или места, и да отговори на общи въпроси, знания (например „Колко чаши са в един галон ? “). Siri е актуализиран в iOS 7 с нов интерфейс, по-бързи отговори, Wikipedia, Twitter, и Bing и с променен глас за да звучи по-човешки. Siri e достъпна само за iPhone 4S и по-късните iPhone модели, на 5-о и 6-о поколение iPod Touch, всички модели на iPad Mini, и 3-то поколение или по нов модел на iPad.

## Игрален център (Game Center)
Game Center е онлайн мултиплейър social gaming network създаден от Apple. Той позволява на потребителите да канят приятели в игри за да играят заедно. Game Center e обявен по време на iOS 4 представяне с домакин Apple на 8 април 2010. За преглед е пуснат през август, а на 8 септември е пустант официално с iOS 4.1 на iPhone 4, iPhone 3(GS) и iPod Touch 2-ро поколение. Game Center направи своя дебют на iPad с iOS 4.2.1.